# نووساسیکول
نووساسیکول (به لاتین: Novosasykul) یک منطقهٔ مسکونی در روسیه است که در باشقیرستان واقع شده‌است.